# 江崎屋辰蔵
江崎屋 辰蔵（えざきや たつぞう、生没年不詳）は江戸時代の江戸の地本問屋。

## 来歴
江辰、専玉堂と号す。幕末に江戸の馬喰町3丁目の家主で地本問屋を営業している。2代目歌川豊国、歌川国貞、歌川広重の錦絵を出版している。

## 作品
- 2代目歌川豊国 『東都名所』 大判 錦絵揃物 1830年 ※「両国 中村芝翫」など役者絵
- 歌川国貞 「伊達競阿国劇場」 大判2枚続 錦絵 天保9年（1838年）正月市村座『伊達競全盛曽我』に取材
- 歌川広重 『東海道五十三次之内（行書東海道）』 横間判55枚揃 錦絵 天保12年‐天保13年ころ ※江崎屋吉兵衛と合版
- 歌川広重 『東都名所』 横中判 錦絵揃物 天保12年ころ